# Trachydium tibetanicum
Trachydium tibetanicum är en flockblommig växtart som beskrevs av H.Wolff. Trachydium tibetanicum ingår i släktet Trachydium och familjen flockblommiga växter. Inga underarter finns listade i Catalogue of Life.